# Governador Valadares
Governador Valadares es un municipio brasileño del estado de Minas Gerais.
Es un polo económico del Vale do rio Doce, ejerciendo significativa influencia sobre el este y nordeste de Minas Gerais y algunos municipios del estado de Espírito Santo. Se sitúa a orillas del río Doce, a 324 kilómetros de Belo Horizonte y a 410 km de Vitória. Se puede acceder a la ciudad por medio de las vías férreas Vitória-Minasy por medio de la carretera federal BR 116 que conecta las ciudades de Río de Janeiro con la de Salvador de Bahía; y por la carretera BR 381, que conecta al municipio con la capital del estado. Es sede de una de las etapas del Campeonato Brasileño de Vuelo Libre, donde sus competidores saltan desde el pico del Ibituruna.

## Etimología
La actual ciudad de Governador Valdares tuvo diversos nombres antes de su actual denominación:
- Arraial de Porto de Dom Manuel - 1734
- Porto das Canoas - 1808
- Santo Antônio da Figueira - 23 de septiembre de 1888 (mediante ley provincial)
- Distrito de Santo Antônio do Bonsucesso - por la ley del Estado de Minas Generais de 14 de septiembre de 1889
- Figueira - 7 de septiembre de 1923, por la ley 843
- Figueira do Rio Doce - 1937 - Decreto del por entonces gobernador Benedito Valadares

Su actual nombre se decretó junto con su emancipación, el 30 de enero de 1938, permaneciendo el nombre de "Governador Valadares", en homenaje al gobernador Benedito Valadares.

## Historia

### Exploración y colonización de la región
La exploración de la región de Governador Valadares se inicia alrededor del año 1573 cuando Sebastião Fernandes Tourinho, que había salido del litoral brasileño, subió por el río Doce hasta alcanzar la desembocadura del río Suaçuí Grande con el fin de descubrir oro y piedras preciosas. Los descubridores tuvieron una serie de dificultades, no solo por el río y sus bancos de arena que dificultaban la navegación, sino por la vegetación impenetrable y, por si fuera poco, con la agresividad de los indios botocudos. Para contener los constantes ataques de los nativos, se instalaron en el valle, en un lugar conocido como Porto de Dom Manuel, una de las seis divisiones militares de río Doce, creadas por la Carta Real del 13 de mayo de 1808.
Uno de los primeros poblados construidos en el de São Miguel y Almas de Guanhães, establecidos en torno a una capilla construida en 1811 en los terrenos de José Coelho da Rocha, Francisco de Souza Ferreira, Antônio de Oliveira Rosa, Faustino Xavier Caldeira e José de Oliveira Rosa. Posteriormente, se crearon los poblados de Ferros, Conceição do Mato Dentro, Paulistas e Peçanha, estando Figueira (actual Governador Valadares) subordinada a este último (actualmente ambos son municipios). En 1882, el poblado pasó a ser distrito de paz con la denominación de Baguari y, en 1884, a distrito del municipio de Peçanha

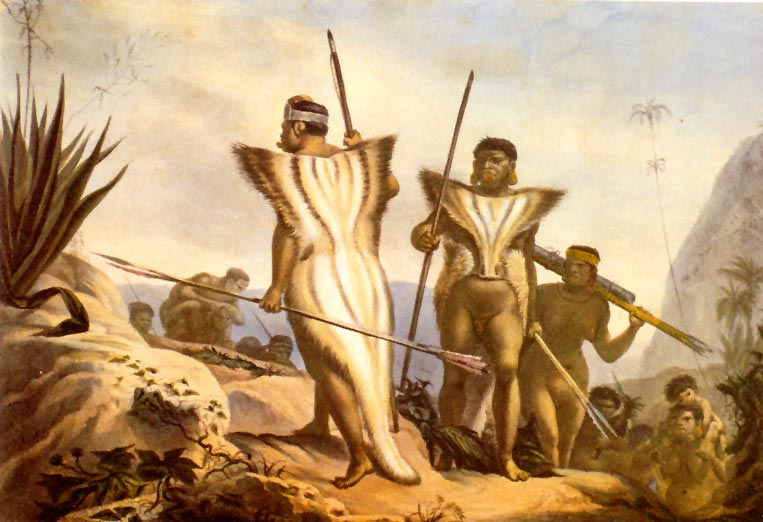
Indios botocudos, antiguos habitantes de la región

La geografía influyó decididamente la elección de este lugar: el río Doce permitía los intercambios entre las ciudades de Aimorés y Naque y además de ser esta conexión litoral con el estado de Espírito Santo. El Pico da Ibituruna, con una altitud de 1123 metros, era una clara referencia para los que penetraban en la región.
Tras la instalación del distrito, empezaron a correr vientos de progreso, especialmente a partir del 15 de agosto de 1910, cuando se inauguró la estación de trenes de Governador Valadares y la línea férrea que iba de Vitória a Minas, que convirtieron a esta ciudad en un centro de comercio. En 1928, se construyó la autopista Figueira-Coroaci, lo que facilitó la llegada de productos originarios de los municipios vecinos así como la distribución de productos de otras regiones.
En 1937, la unión de la línea Vitória-Minas con la estación central de Brasil colocó al municipio en conexión con los grandes centros de consumo, consolidando pues su situación privilegiada en la región. La actividad económica de Figueira, basada en la explotación de la mica, la madera, el carbón vegetal y las piedras preciosas favoreció el proceso de urbanización del distrito, lo cual atrajo a un gran número de personas.

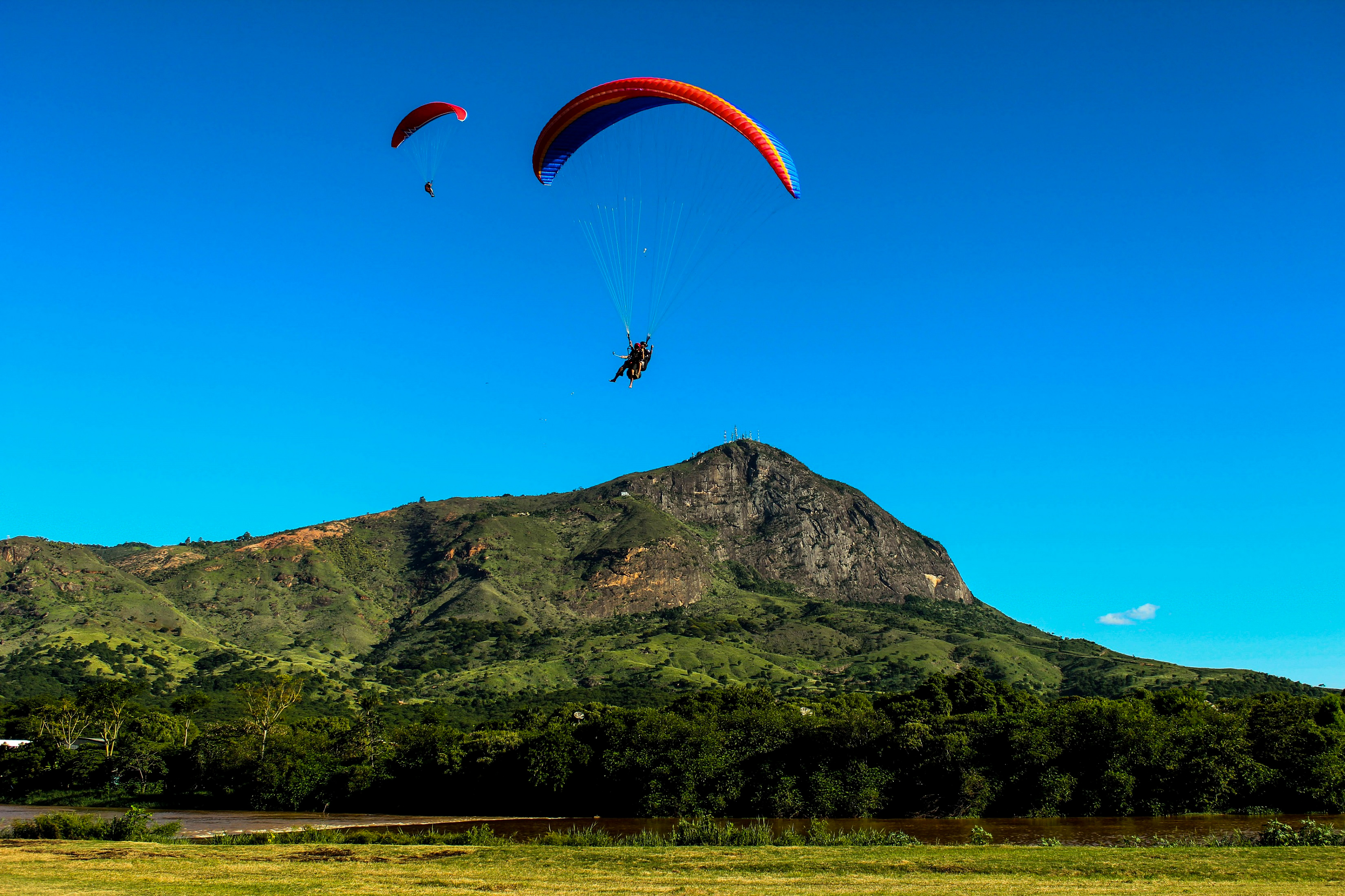
Ibituruna

### Formación administrativa y desarrollo urbano
El 30 de enero de 1938 la ciudad cambió su nombre a Governador Valadares, mediante el decreto-ley del estado de Minas Gerais n.° 148. Ese mismo día también se produjo la emancipación política municipal. A partir de entonces, la ciudad pasó a estar formada por los distritos de Governador Valadares (Sede), Brejaubinha, Chonim e Naque. Actualmente, además del Distrito-Sede, Governador Valadares está formado por los distritos de Alto de Santa Helena, Baguari, Brejaubinha, Chonim, Derribadinha, Penha do Cassiano São José das Tronqueiras y São Vitor.
Con la emancipación política, continúa el desarrollo de la ciudad. Durante las décadas de 1940 y 1950 la ciudad cambia su aspecto y los campos pierden terreno: se crean aserraderos, talleres de mica, los mataderos, los almacenes, pequeños comercios, escuelas, clínicas y lugares de ocio. Entre 1943 y 1944, la autopista Río-Salvador de Bahía (BR-116) atraviesa las tierras del municipio, confirmando su situación de polo regional ya que se intensifica la concentración de actividades comerciales y de prestación de servicios.
Según la documentación, alrededor de 1967, se creó la fundación Percival Farquhar, con la unión de 159 personas (físicas y jurídicas), que colaboraron en la compra de bienes de equipo, libros y mobiliario. Se instaló pues, en un edificio cedido por la compañía Vale do Rio Doce (actual Vale S.A.), el Minas Instituto de Tecnología (MIT), que impartía clases de ingeniería mecánica y metalurgia. Posteriormente, se crearon otros centros, con nuevas carreras, entre los que destaca la facultad de Filosofía, Ciencias y Letras (FAFI-GV) y la facultad de Odontología (FOG), así como la escuela técnica del instituto de tecnología (ETEIT).

### Historia reciente

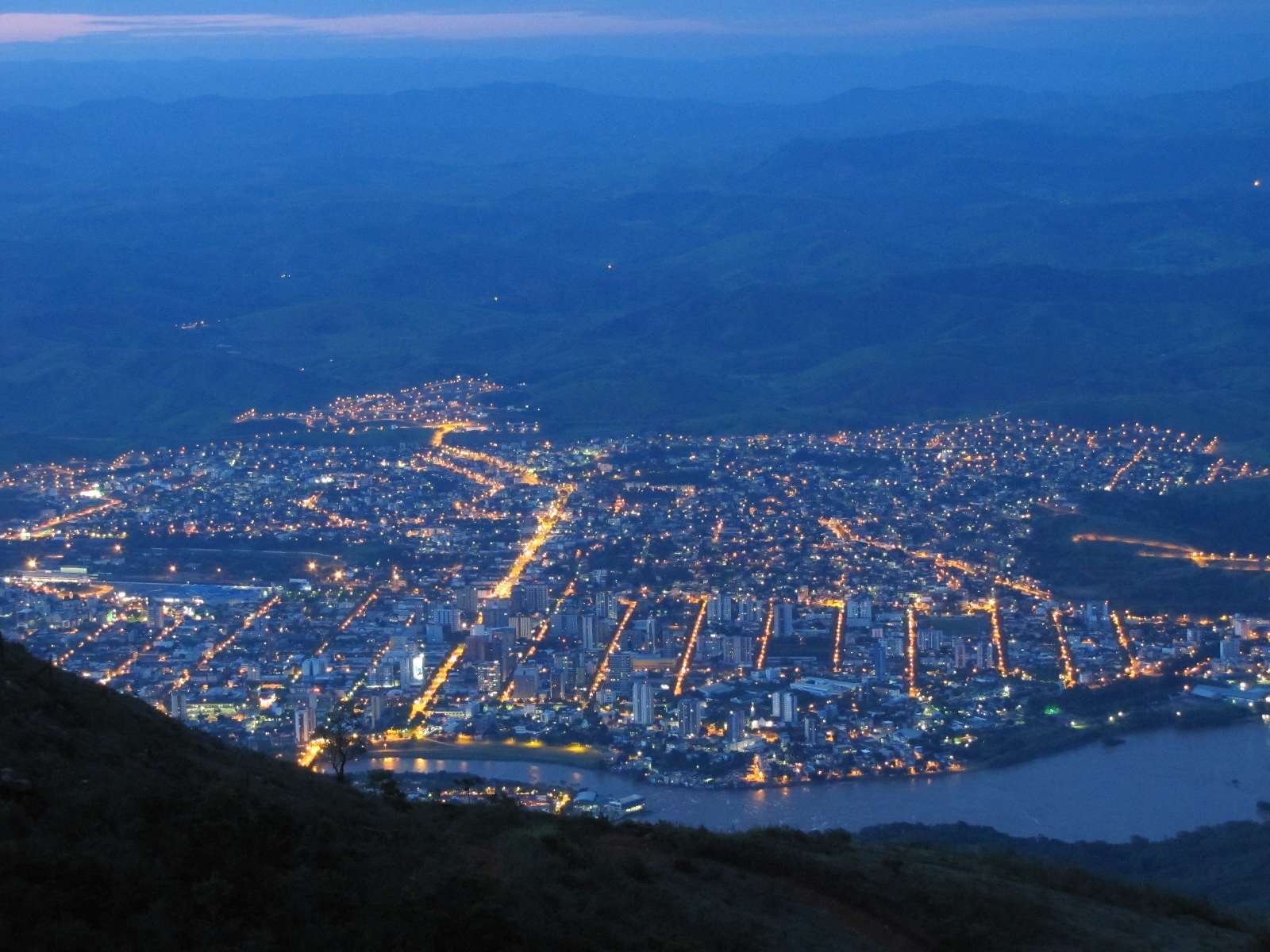

A partir de la década de 1970, comienza una época de gran crecimiento económico y demográfico en el Vale do Rio Doce. El conglomerado urbano de la región concentra todas las absorciones externas así como las tensiones internas causadas por el crecimiento poblacional. Una de las consecuencias de este crecimiento poblacional son las inundaciones. En 1979, una fuerte e intensa lluvia dejó a su paso varios muertos así como personas sin techo. La famosa inundación de 1979, que no sólo afectó a Governador Valadares, sino también a varias ciudades a lo largo de las márgenes del río Doce y afluentes, dejó a cerca de 10 000 personas sin techo, al menos 42 muertes y cerca de 37 ciudades anegadas tras más de 35 días de lluvia entre enero y febrero de aquel año.
Con el paso del tiempo y el crecimiento poblacional de la ciudad, se sintió la necesidad de expandir los sectores económicos y turísticos de Governador Valadares. El 2 de diciembre de 1999 se inaugura el GV Shopping, el segundo mayor centro comercial de la mesorregión del Vale do Rio Doce, solo por detrás del Shopping do Vale do Aço, que se encuentra en el municipio de Ipatinga, a cerca de 100 km de distancia.
Debido al desarrollo de la región, se creó la microrregión de Governador Valadares, que incluye a los municipios de Alpercata, Campanário, Capitão Andrade, Coroaci, Divino das Laranjeiras, Engenheiro Caldas, Fernandes Tourinho, Frei Inocêncio, Galileia, Itambacuri, Itanhomi, Jampruca, Marilac, Mathias Lobato, Nacip Raydan, Nova Módica, Pescador, São Geraldo da Piedade, São Geraldo do Baixio, São José da Safira, São José do Divino, Sobrália, Tumiritinga e Virgolândia, así como al propio Governador Valadares. Su población se estimó en 2006 por el Instituto Brasileño de Geografía y Estadística o IBGE en 407 815 habitantes, concentrados en 25 municipios. Su área total es de 11.327,403 km².

## Geografía

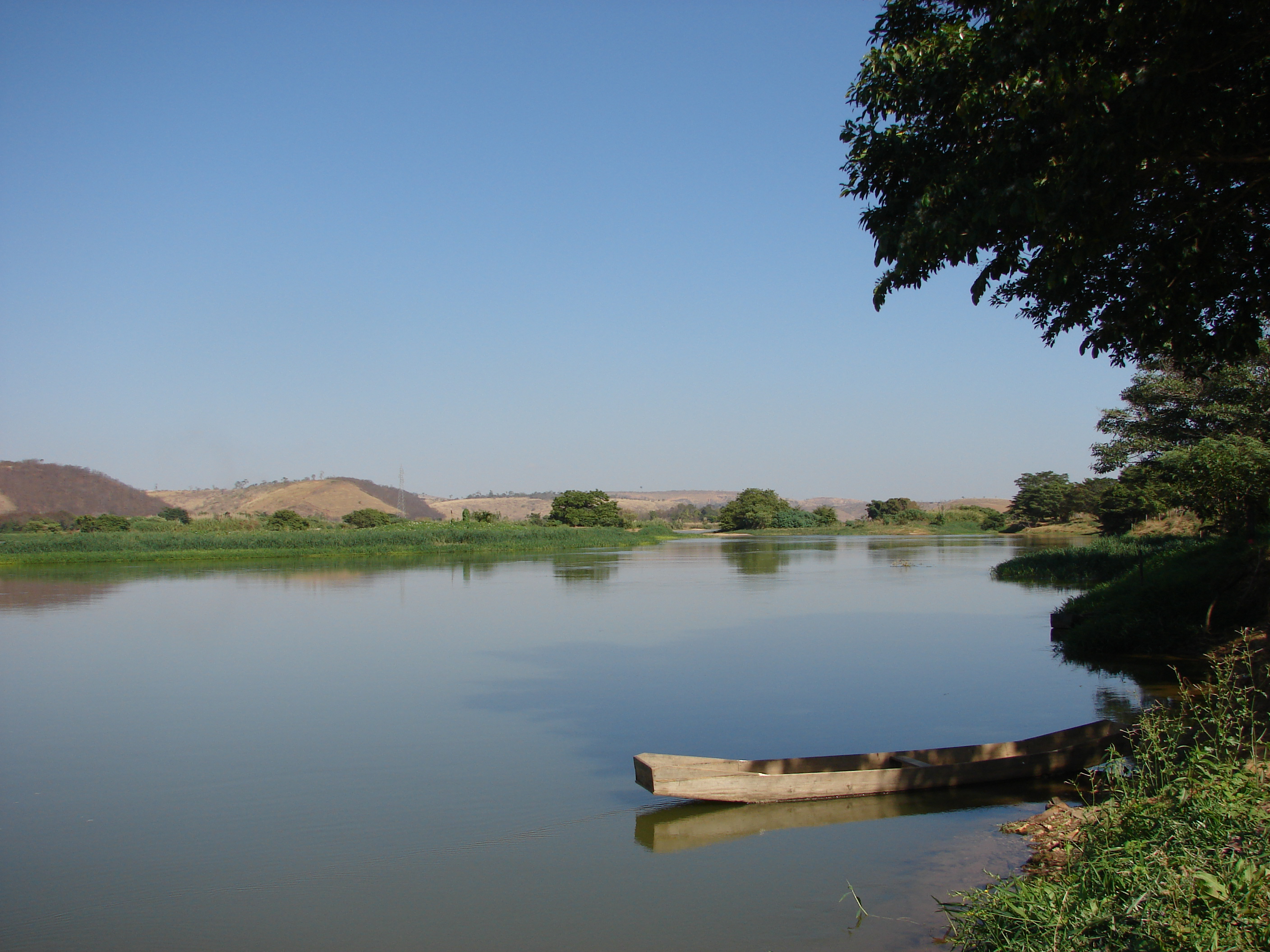
Imagen de río Doce en la ciudad de Galileia, próxima a la frontera con Governador Valadares.

La geografía de Governador Valadares es homogénea. El municipio cuenta con un relieve predominantemente ondulada y una vegetación de tipo atlántico. El área del municipio es de 2.348,100 km², lo cual supone el 0,4003% del estado de Minas Gerais, el 0,254% de la región Sudeste de Brasil y el 0,0276% del territorio de Brasil. Se encuentra en la región este del estado de Minas Gerais, entre los ríos Doce, Suaçuí Grande y Suaçuí Pequeño, así como de pequeños riachuelos y arroyos, que tienen su importancia en la configuración del territorio. La ciudad tiene una altitud media de 455,85 metros. El punto más alto del municipio es el Pico da Ibituruna que con 1123 metros es uno de los más altos del Vale do Rio Doce. En el municipio predomina un relieve que varía entre montañoso y plano. Cerca del 60% del territorio valedarense es ondulado, un 25% son cerros y montañas y el 15% restante es plano. La altitud mínima, que es de 191 metros, se encuentra en la desembocadura del río Santa Helena.
Governador Valadares se localiza en la mesorregión de Vale do Rio Doce y la microrregión de Governador Valadares, con un área aproximada de 104,536 km².
Limita con las ciudades de São Geraldo da Piedade y Sardoá al oeste; Marilac, Mathias Lobato, Frei Inocêncio, Jampruca y Santa Efigênia de Minas al norte; Divino das Laranjeiras al este; Galileia al sudoeste; Alpercata, Fernandes Tourinho y Tumiritinga al sur; Coroaci al noroeste; Nova Módica y Mendes Pimentel al nordeste y Açucena y Periquito al sudoeste

### Hidrografía
Al municipio se le como "Princesinha do Vale" (Princesita del Valle) y "Capital do Vale do Rio Doce" (Capital del Valle de río Doce), por ser la ciudad principal bañada por este río, siendo este uno de sus principales atractivos. Por la ciudad de Governador Valadares pasan los ríos Suaçuí Grande y Suaçuí Pequeño que nacen en los municipios de Serra Azul de Minas y Coroaci, respectivamente, y desaguan en su territorio. En cuanto a río Doce, la desordenada ocupación de sus márgenes ha provocado diversos problemas en época de lluvias, como inundaciones cada vez más devastadoras. En la peor inundación de la historia de la ciudad, en febrero de 1979, el río dejó a lo largo de su recorrido cerca de 47 776 personas sin techo, 74 muertos y 4424 casas afectadas.

### Clima
| Parámetros climáticos promedio de Governador Valadares | Parámetros climáticos promedio de Governador Valadares | Parámetros climáticos promedio de Governador Valadares | Parámetros climáticos promedio de Governador Valadares | Parámetros climáticos promedio de Governador Valadares | Parámetros climáticos promedio de Governador Valadares | Parámetros climáticos promedio de Governador Valadares | Parámetros climáticos promedio de Governador Valadares | Parámetros climáticos promedio de Governador Valadares | Parámetros climáticos promedio de Governador Valadares | Parámetros climáticos promedio de Governador Valadares | Parámetros climáticos promedio de Governador Valadares | Parámetros climáticos promedio de Governador Valadares | Parámetros climáticos promedio de Governador Valadares |
| Mes                                                    | Ene.                                                   | Feb.                                                   | Mar.                                                   | Abr.                                                   | May.                                                   | Jun.                                                   | Jul.                                                   | Ago.                                                   | Sep.                                                   | Oct.                                                   | Nov.                                                   | Dic.                                                   | Anual                                                  |
| ------------------------------------------------------ | ------------------------------------------------------ | ------------------------------------------------------ | ------------------------------------------------------ | ------------------------------------------------------ | ------------------------------------------------------ | ------------------------------------------------------ | ------------------------------------------------------ | ------------------------------------------------------ | ------------------------------------------------------ | ------------------------------------------------------ | ------------------------------------------------------ | ------------------------------------------------------ | ------------------------------------------------------ |
| Temp. máx. media (°C)                                  | 32                                                     | 32                                                     | 31                                                     | 30                                                     | 28                                                     | 27                                                     | 27                                                     | 28                                                     | 28                                                     | 29                                                     | 29                                                     | 30                                                     | 29.3                                                   |
| Temp. mín. media (°C)                                  | 20                                                     | 20                                                     | 20                                                     | 19                                                     | 17                                                     | 15                                                     | 14                                                     | 16                                                     | 17                                                     | 18                                                     | 19                                                     | 20                                                     | 17.9                                                   |
| Precipitación total (mm)                               | 203                                                    | 109                                                    | 119                                                    | 69                                                     | 28                                                     | 18                                                     | 13                                                     | 15                                                     | 36                                                     | 102                                                    | 203                                                    | 198                                                    | 1113                                                   |
| [cita requerida]                                       |                                                        |                                                        |                                                        |                                                        |                                                        |                                                        |                                                        |                                                        |                                                        |                                                        |                                                        |                                                        |                                                        |

El clima de Governador Valadares es tropical (tipo Aw según Köppen), aunque puede presentar características típicas del clima tropical de altitud, con menos lluvia en invierno y una temperatura media anual de 24,6 °C, inviernos secos y agradables (raramente fríos) y veranos lluviosos con temperaturas moderadamente altas. Los meses de más calor, enero y febrero, tienen una temperatura media de 32 °C y el mes de más frío, julio, de 14 °C. El otoño y la primavera son estaciones de transición.
El clima de la ciudad está fuertemente influido por la presencia del Pico da Ibituruna, que no sólo impide la circulación de aire por la región, sino que también sirve como enorme refractario, que aumenta considerablemente las horas de sol sobre Valadares. También está influido por río Doce, que eleva la humedad local, así como por la sierra do Espinhaço y la sierra da Mantiqueira. Estas dos cordilleras impiden el paso a los frentes fríos y permiten que se forme en la regió, una especie de bolsa de calor, que comienza en Ipatinga y va hasta Linhares en el estado de Espírito Santo, y hace que el clima sea cálido todo el año. El clima es, por tanto, cálido y húmedo y, como en la mayor parte del país, sólo pueden observar dos estaciones.
Las precipitaciones medial anuales son de 1113 mm. El mes más seco es julio, con apenas 13mm. Enero y noviembre, sin embargo, son los meses más lluviosos con una media de 203mm. En los últimos años, los días cálidos y secos durante el invierno han sido cada vez más frecuentes, no siendo raro sobrepasar la marco de los 30 °C entre los meses de julio y septiembre. En julio de 2009, las precipitaciones fue de 0mm. Durante la época de sequía y en largos veranillos en pleno periodo lluvioso, también son comunes registros de humo de quemas en cerros y bosques en la zona rural de la ciudad, principalmente. Durante el periodo de lluvias, son comunes las inundaciones en las partes más bajas de la ciudad, principalmente en las zonas más próximas al río Doce.
La temperatura mínima registrada en la ciudad fue de 7 °C el día 23 de junio de 1963. La máxima registrada fue de 40 °C el día 11 de enero de 1969. Las mayores precipitaciones en menos de 24 horas fue de 139mm el 12 de febrero de 1998. Otras grandes acumulaciones de precipitaciones fueron de 120 mm el día 27 de enero de 1973; 119 mm 21 de diciembre de 1952; 115 mm el 30 de noviembre de 1997; 108 mm el 17 de diciembre de 1997 y 106 mm los días 5 de noviembre de 1948 y 2 de marzo de 2010. Las mayores ráfagas de viento registradas en esta ciudad fue de 134,6 km/h el 4 de febrero de 2010. Las tormentas de granizo no son muy comunes. Alguna de las más recientes ocurrieron el 26 de marzo de 2009 y el 15 de mayo de 2009.

### Problemas ambientales
Desde 2014, sin embargo, la región se ha visto afectada por una grave sequía que ha reducido significativamente el nivel del río Doce, lo que ha dado lugar a regímenes de racionamiento de agua, una situación que se agravó después de que el lecho del río se viera afectado por el lodo de la presa de relaves de Samarco que se rompió en el municipio de Mariana el 5 de noviembre de 2015. A pesar de que el suministro de agua de la ciudad estuvo comprometido durante cinco días, el río Doce aún presenta una contaminación superior a la normal. Además, Governador Valadares no cuenta con plantas de tratamiento de aguas residuales y los efluentes urbanos se vierten directamente en el río Doce o en los cursos fluviales que atraviesan la ciudad, lo que contribuye a la degradación de los lechos fluviales. La contaminación visual, a su vez, es intensa en varios puntos del perímetro urbano, con una presencia considerable de carteles con anuncios fijados sin control a postes, muros y pilares de viaductos.

## Demografía
La población del municipio en 2009 era, según el IBGE de 263 274 habitantes y. Esto lo convierte en el 9º municipio más poblado del estado de Minas Gerais, con 112,1 habitantes por km². Según el censo de 2000, el 47,83% de los habitantes son hombres (118 098) mientras que el 52,17% son mujeres. El 95,54% vive en zonas urbanas frente al 4,46% que vive en zonas rurales. Según el Instituto Brasileiro de Geografía e Estatística, Governador Valadares tenía 178.962 electores en 2004.
El Índice de Desarrollo Humano Municipal (IDH-M) de Governador Valadares es considerado "medio" según el PNUD. Su valor es de 0,772 (sobre 1) y ocupa el puesto 157 (de 853) de todo el estado de Minas Gerais; el 579 (de 1666) de toda la Región Sudeste de Brasil y el 1260 (de 5507 municipios) de todo Brasil. En varios casos, el índice es superior a la media de Brasil, por ejemplo: la educación, 0,867 frente al 0,849 de Brasil; la longevidad (0,720 frente a 0,638) o el de renta (0,730 frente a 0,723).
La renta per cápita es de 309,18 reales, la tasa de alfabetización en adultos es de 89,53% y la esperanza de vida al nacer es de 68,19 anos. El coeficiente de Gini, que mide la desigualdad social, es de 0,42 (siendo 1 el más desigual y 0 el más igual). La incidencia de la pobreza, según datos del IBGE es de 24,64% y la incidencia de la pobreza subjetiva es de 19,64%. Según el ayuntamiento el municipio tuvo en 2009 con alrededor de 135 personas sin hogar. El 32,6% de esas personas está en esta situación por culpa de las drogas y el 25,9% por problemas familiares.

### Religión
Existe en Governador Valadares una gran diversidad de manifestaciones religiosas. Aunque la ciudad se haya desarrollo en un ambiente social eminentemente católico, también es posible encontrar en esta ciudad decenas de ramas protestantes diferentes. Además, el crecimiento de las personas sin religión también es notorio llegando casi al 8% de la población.
El municipio de Governador Valadares se localiza en el país con mayor número de católicos en términos absolutos. En octubre de 2009, se le reconoció a la Iglesia católica un estatuto jurídico propio reconocido por el gobierno federal, a pesar de que Brasil es actualmente un estado oficialmente laico. La ciudad posee diversas iglesias protestantes y reformistas como la sede brasileña de las Asambleas de Dios, la Iglesia Cristiana Maranata, la presbiteriana, las iglesias bautistas, la Iglesia Adventista del Séptimo Día y la Iglesia Universal del Reino de Dios, entre otras.
Según los datos del censo de 2000 realizado por el Instituto Brasileiro de Geografía e Estatística (IBGE), la población municipal está compuesta por: Católicos (60,05%), evangélicos (30,26%), personas sin religión (7,18%), espiritistas (0,60%), umbandistas (0,03%) y el 1,88% restante divididas entre otras religiones.

## Economía
Governador Valadares ocupa el puesto 153 en cuanto al PIB de todo Brasil, destacando el área de prestación de servicios. Según los datos del IBGE de 2006, el municipio contaba con un PIB de 2.482.492.000.000 reales brasileños. El PIB per cápita es de 9.534,00. reales

### Sector primario
| Producción de arroz, judías y maíz (2007) | Producción de arroz, judías y maíz (2007) | Producción de arroz, judías y maíz (2007) |
| ----------------------------------------- | ----------------------------------------- | ----------------------------------------- |
| Producto                                  | Área cultivada (en hectáreas)             | Producción (en toneladas)                 |
| Arroz                                     | 70                                        | 105                                       |
| Judías                                    | 100                                       | 62                                        |
| Maíz                                      | 1.800                                     | 3.600                                     |

La agricultura tiene poca importancia en Governador Valadares. De todo su PIB, tan sólo 32.525.000 reales provienen del valor añadido bruto del sector agropecuario. Destacan los cultivos de arroz, judías y maíz. Según cifras del IBGE de 2006, el municipio contaba con un rebaño de 167.593 vacas, 6.350 cerdos, 6.000 caballos, 6.000 ovejas, e 300.000 aves, entre estas 182.490 gallinas e 110.000 gallos, pollos y polluelos. En 2006 la ciudad produjo 24.466 litros de leche de 26.139 vaca. Se produjeron 50 mil docenas de huevos de gallina.
Los cultivos permanente de la ciudad son principalmente plátano (1000 toneladas), Cocos (10 000 frutos por hectárea), naranjas (300 toneladas) y Maracujá (10 toneladas). En cuanto a los cultivos temporales, se producen principalmente arroz (30 toneladas), el Boniato (39 toneladas) y la Caña de azúcar (500 toneladas). Este último es el principal producto agrícola de Brasil ya que se cultiva desde la época de la colonización del país.

### Sector secundario
Del PIB total de esta ciudad, 365.528.000 reales provienen de la industria. Gran parte del valor proporcionado por las industrias, viene del Distrito Industrial que está situado en el oeste del municipio, a unos 6 km del centro de la ciudad. Este distrito industrial está compuesto por pymes así como por grandes empresas. Recientemente ha pasado por una etapa de reestructuración y actualmente está administrado por la Companhia de Desenvolvimento Econômico de Minas Gerais (CODEMIG). Dentro de este distrito se encuentra el aeropuerto de Governador Valadares.

### Sector terciario

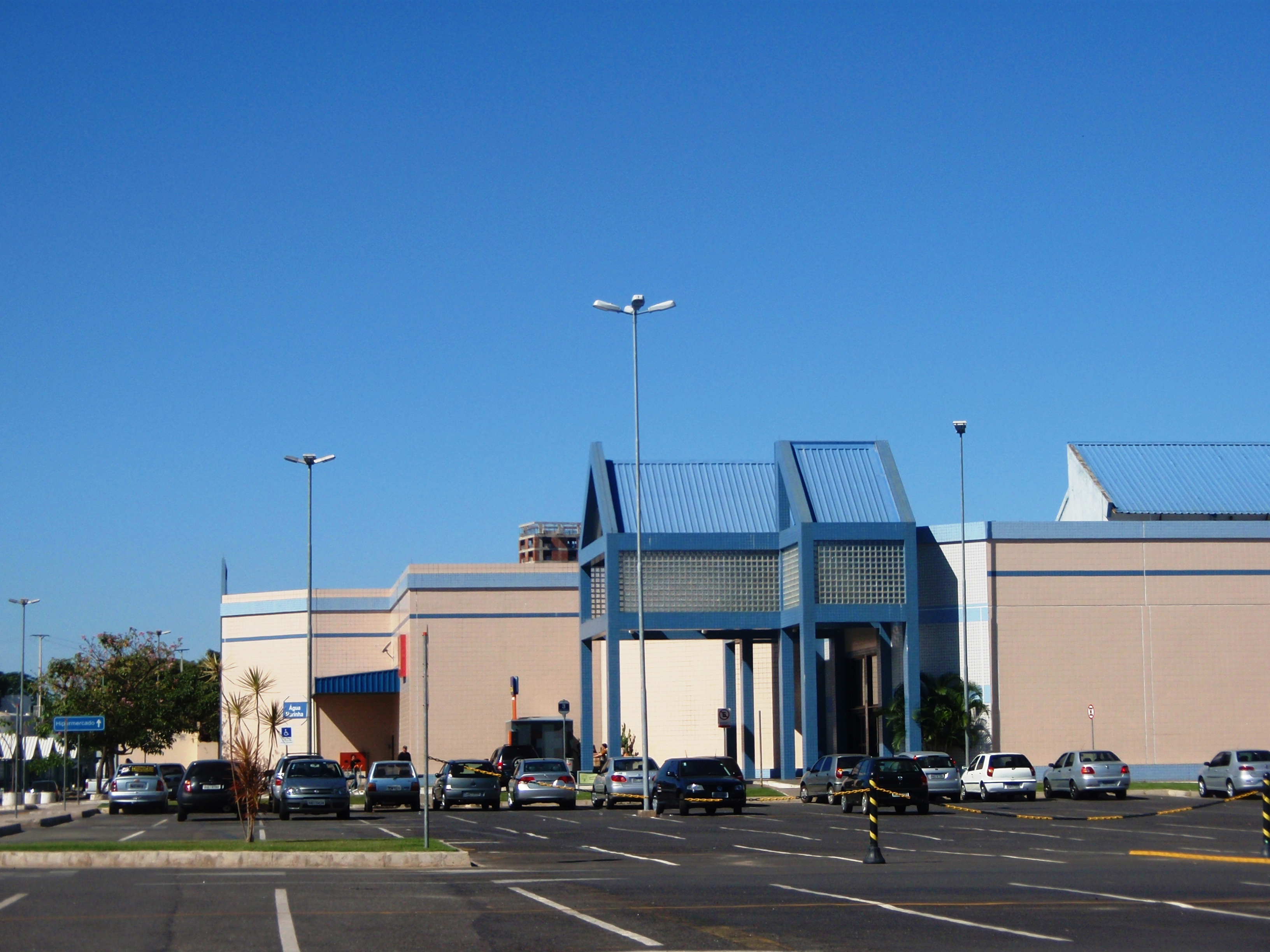
Vista del GV Shopping, importante centro comercial del este minero

Los 1.819.332.000 reales restantes del PIB valadarense provienen de la prestación de servicios (sector terciario). Actualmente el sector terciario es la principal fuente generadora del PIB valadarense. El centro comerciall GV Shopping, que se encuentra en el centro de la ciudad es uno de los más concurridos de la región. Además de grandes tiendas, como Ponto Frio, Lojas Americanas, McDonald's, en este centro comercial hay pequeñas e medianas empresas con sede en el propio municipio o en la región.
Según el IBGE, la ciudad contaba en el año 2007 con 103.439 trabajadores, de los cuales 56.583 era población ocupada total y 46.856 ocupada asalariada. Los Salarios junto con otras remuneraciones suman 503.049.000 reales. El salario medio mensual de todo el municipio equivale a 2,3 el salario mínimo.
Governador Valadares también posee una vasta tradición en extracción de minerales raros. En la ciudad hay diversas minas y canteras especializadas en extraer piedras como esmeraldas, topacios, turmalinas, rubelitas y aguamarinas. Anualmente se celebran ferias y exposiciones de esta área del comercio valadarense y de la región. Está en proyecto la construcción de una fábrica de gran tamaño en el municipio, que, según los estudios de la Secretaría de Desarrollo Económico del Municipio, serían necesarias inversiones de 14,5 millones de dólares para su instalación. Minas Gerais produce el 46% de las exportaciones de piedras preciosas brutas (19,8 millones de dólares) y el 42,6% de piedras lapidadas (30,5 millones de dólares).

## Servicios públicos

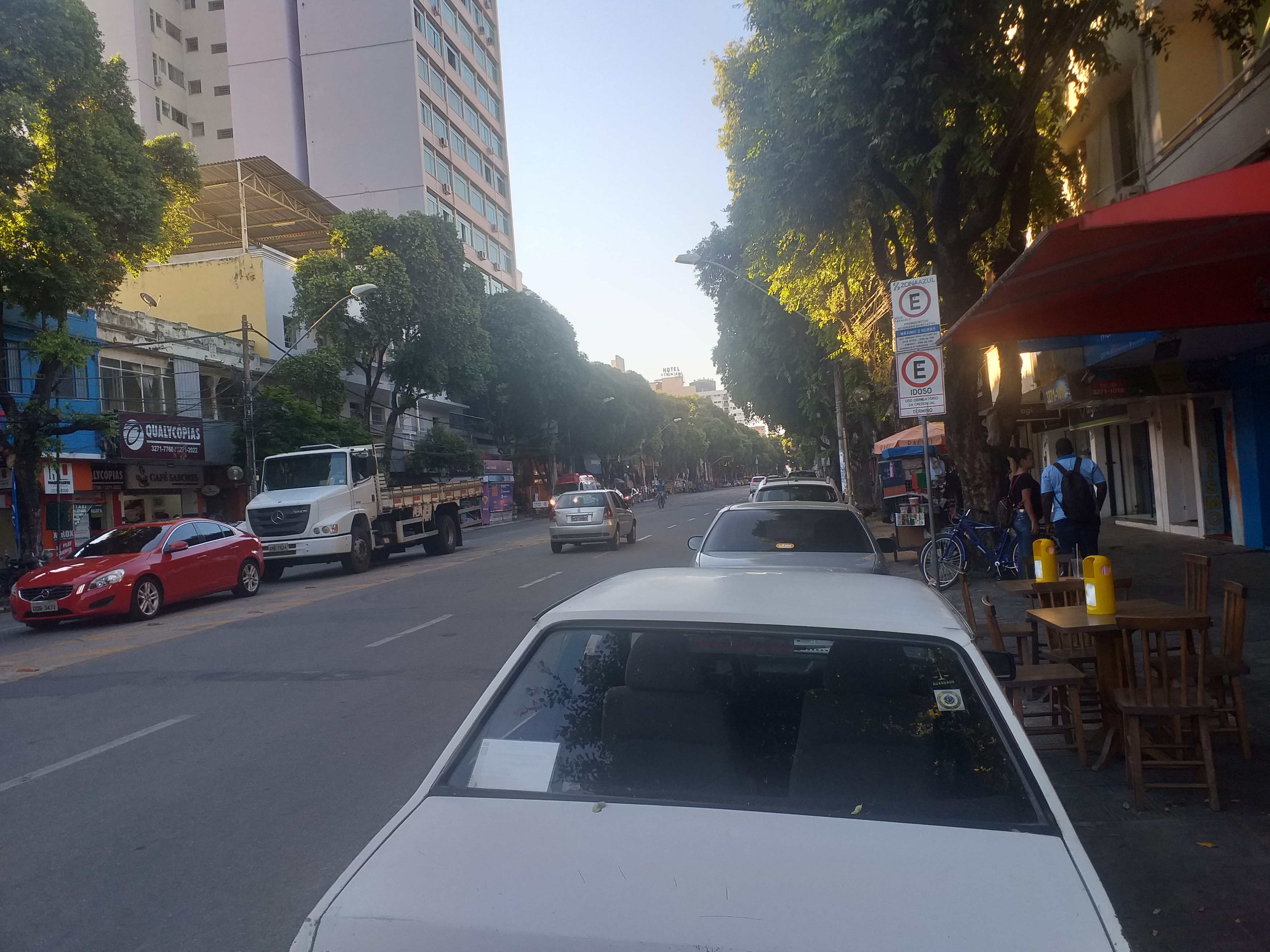
Avenida Minas Gerais

Governador Valadares cuenta con buenas infraestructuras. En el año 2000, la ciudad contaba con 65 827 domicilios, entre pisos, apartamentos y casas. De este número, 44 540 era inmuebles en propiedad, de los cuales 41 886 estaban libres de hipotecas (63,63%); 2654 estaban con una hipoteca (4,19%) y 14 015 estaban en alquiler (21,29%); 6889 estaban cedidos, de los cuales 1418 estaban cedidos por el empleador (2,22%); 5471 estaban cedidos por otra persona (7,7%) y los restantes 383 en otra modalidad.
El municipio cuenta con agua depurada, energía eléctrica, saneamiento de aguas residuales, limpieza urbana, red de telefonía fija y móvil. En 2000, el 94,95% de los domicilios eran atendidos por la red general de abastecimiento de agua; el 82,15% recibían servicio de recogida de basura y el 82,23% estaban conectados a la red de alcantarillado. Su índice de Gini es de 0,42.

### Sanidad
El municipio cuenta con 151 centros de salud, de los cuales, 78 son privados y 73 públicos. Entre ellos podemos encontrar hospitales, urgencias hospitalarias, centro de salud y clínicas dentistas. La ciudad cuenta con 180 camas para ingresos en centros de salud. En la ciudad hay dos hospitales especializados (privados) y 7 generales, de los cuales 1 es público, 2 son de beneficencia y los otros 4 privados. Governador Valadares cuenta también con 152 cirujanos, 175 médicos clínicos, 52 auxiliares, 73 obstetras, 146 pediatras y 1 de otra especialidad, sumando entre todos 599. En 2006, se registrados 4156 nacidos vivos, por lo que la tasa bruta de natalidad fue del 16%.

### Educación
Governador Valadares contaba en 2008 con aproximadamente 62.156 alumnos matriculados, 3.759 docentes y 4007 escuelas tanto públicas como privadas. Según los estudios de la Universidad Federal de Mato Grosso do Sul (UFMS) el índice de alfabetización en adultos es del 81,19% y la tasa bruta de frecuencia escolar es de 81,19%.
El municipio cuenta con uno de los mayores polos educaciones de la mesorregión del Vale do Rio Doce. Su universidad, la universidad Vale do Rio Doce (Univale), fue fundada en 1967 y oferta en la actualidad más de 30 carreras diferentes. La universidad tiene un área de casi 750 km² y cuenta con dos campus y dos bibliotecas: Doutor Geraldo Vianna Cruz y Biblioteca Setorial, que reúnen alrededor de 80 000 títulos y 113 000 ejemplares.
| Enseñanza preescolar | 5.103  | 347   | 86  |
| Enseñanza primaria   | 44.962 | 2.592 | 126 |
| Enseñanza secundaria | 12.091 | 820   | 36  |
| Enseñanza superior   | 8.489  | 525   | 3   |

### Seguridad
Como ocurre en la mayoría de las medianas y grandes ciudades brasileñas, la criminalidad también es un grave problema en Governador Valadres. En el año 2006, la tasa de homicidios fue del 60,9%. El índice de muertes por arma de fuego presentó un gran crecimiento entre los años 2002 y 2006, pasando del 34,3 al 50,3. La tasa de muertes por accidentes de tráfico, tras presentar una gran variabilidad durante el periodo 2002-2005, fue de 32,4 en 2006 El municipio posee el segundo mayor índice de asesinatos de jóvenes de todo Brasil: 8,5 muertos de cada 1000 adolescentes, sólo superado por Foz do Iguaçu, en Paraná, con un 9,7 y seguido por Cariacica, en Espírito Santo, con un 7,3.
Para intentar frenar la criminalidad, el ayuntamiento ha tomado diversas medidas. Una de ella es la creación del "Plano Municipal de Segurança Cidadã de Governador Valadares". Según el ayuntamiento, este plan representa el esfuerzo de todos por construir una ciudad más fraterna, más solidaria, que busca la cultura de la paz y un desarrollo sostenible y duradero para todos y cuyo fin es la justicia social, la participación popular así como la inclusión de los marginados. El proyecto recibió el apoyo de varias entidades, como el ayuntamiento, el parlamento estatal, la 8ª región de la policía militar, el 8º departamento de la policía civil, el poder judicial, la Fiscalía, entre otras.

### Servicios públicos y telecomunicaciones

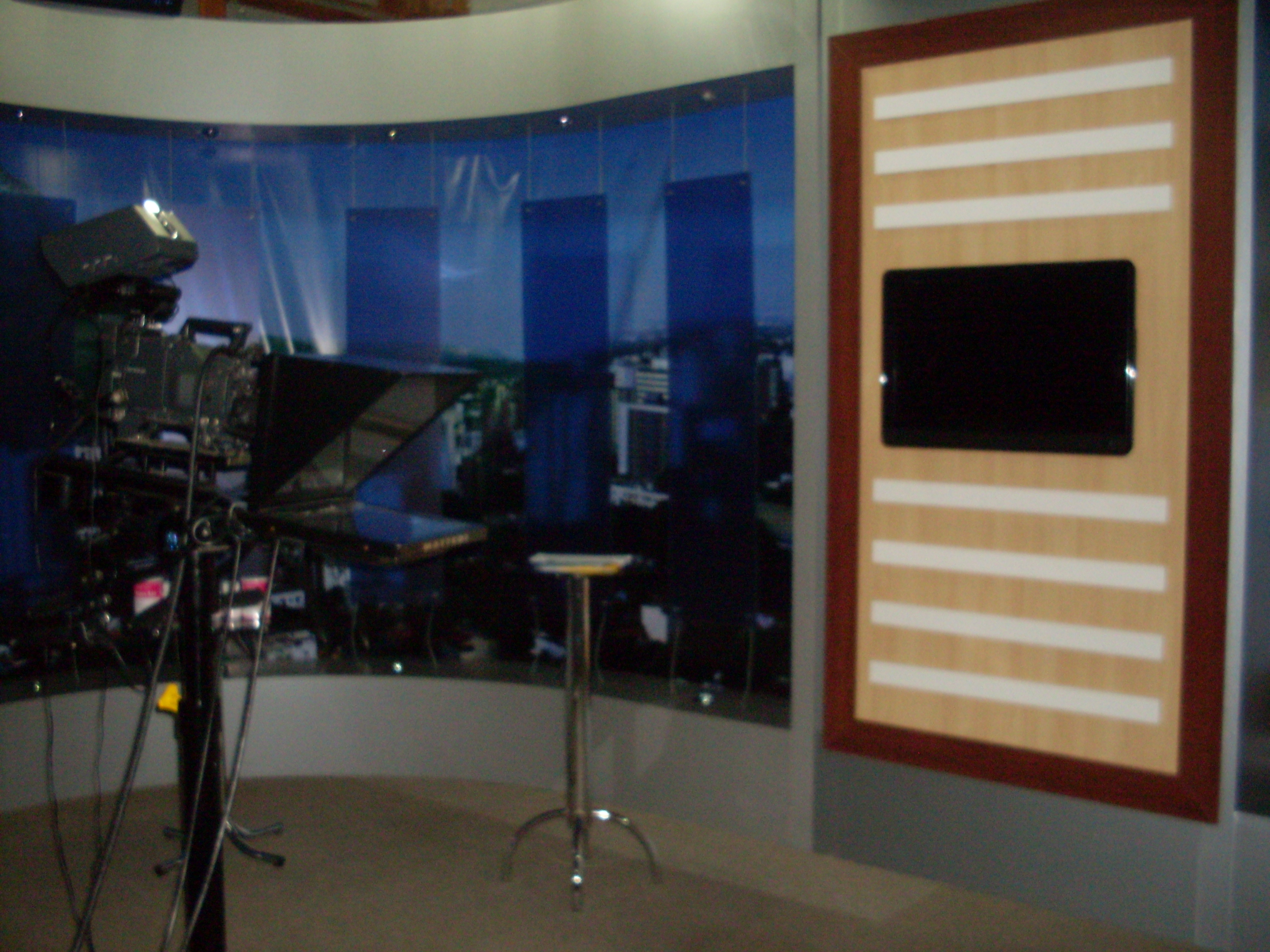
Estudio de TV Leste.

El servicio de agua y de desagüe lo realiza el SAAE que depende del ayuntamiento de Governador Valadares. En el municipio, así como en toda la región, el servicio de abastecimiento de electricidad lo realiza la Companhia Energética de Minas Gerais -Cemig.
En el municipio también hay Internet analógico así como banda ancha (ADSL) ofrecidos por diversos proveedores de acceso gratuitos y de pago. El servicio de telefonía móvil es ofrecido por Oi, Vivo, Claro y Tim.
La ciudad es sede de TV Rio Doce es una de las sedes de TV Leste e InterTV dos Vales, que retransmiten a través de las emisoras TV Cultura, Rede Record y Rede Globo, respectivamente, el municipio también recibe señales de televisión en abierto de otras emisoras de televisión. Los principales canales de TV que se sintonizan son: Band Minas (con sede en Belo Horizonte, afiliada a la Rede Bandeirantes); TV Alterosa (con sede en Belo Horizonte, afiliada al Sistema Brasileiro de Televisão - SBT); Rede Vida (con sede en São José do Rio Preto); Canção Nova; Rede Familia (con sede en Limeira) y RIT. El municipio también cuenta con periódicos en circulación (6 en el año 2004). En 2001 podían contabilizarse 5 emisoras de radio de acuerdo con la Associação Mineira de Rádio e TV y Telecomunicações de Minas Gerais S.A.

### Transportes
Governador Valadares cuenta con una buena infraestructura de transportes que lo une con varias ciudades del interior de Minas Gerais y con Belo Horizonte. En este municipio se encuentra el Aeropuerto de Governador Valadares, uno de los mayores de Minas Gerais.
Actualmente la flota de vehículos de Governador Valadares es de aproximadamente 39 438 automóviles, 2801 camiones, 566 cabezas de camiones, 5074 camionetas, 24 334 motos, 312 autobuses, 222 microbuses y un 1 tractor agrícola. Las avenidas con dos carriles y pavimentadas mejoran el tráfico de la ciudad, que posee un mayor movimiento de coches y diversos semáforos. El crecimiento del número de vehículos de Governador Valadares en los últimos diez años está causando un tráfico cada vez más lento, principalmente en el centro.
| Distancia de Governador Valadares a las principales ciudades de Brasil | Distancia de Governador Valadares a las principales ciudades de Brasil | Distancia de Governador Valadares a las principales ciudades de Brasil |
| Ciudad                                                                 | Distancia (en km)                                                      |                                                                        |
| ---------------------------------------------------------------------- | ---------------------------------------------------------------------- | ---------------------------------------------------------------------- |
| Belo Horizonte                                                         | 320                                                                    |                                                                        |
| Río de Janeiro                                                         | 580                                                                    |                                                                        |
| São Paulo                                                              | 891                                                                    |                                                                        |
| Brasilia                                                               | 960                                                                    |                                                                        |
| Vitória                                                                | 345                                                                    |                                                                        |

#### Ferroviario
Governador Valadares cuenta con una estación de trenes inaugurada el 15 de agosto de 1910. Debido al crecimiento de la población de la ciudad se tuvo que reformar la estación que actualmente es una de las más grandes de la línea Vitória-Minas. En 1942 pasó a pertenecer a la recién fundada Companhia Vale do Rio Doce (CVRD, atual Vale S.A.), que es su actual propietaria.
La ciudad está conectada con varias ciudades del este minero como Belo Horizonte, João Monlevade, Ipatinga, Resplendor, Baixo Guandu o Colatina.

#### Aéreo

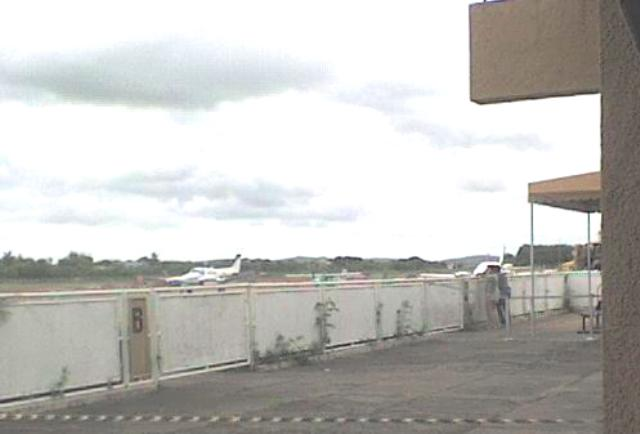
Aeropuerto de Governador Valadares - Coronel Altino Machado de Oliveira

Governador Valadares posee un aeropuerto llamado Coronel Altino Machado de Oliveira, uno de los mayores del estado de Minas Gerais. Fue inaugurado en 1966 y se encuentra a cerca de 5 km del centro de la ciudad. Opera vuelos diarios con Belo Horizonte. Cuenta con una pista de 1400 metros con 30 metros de ancho y capacidad para recibir un Fokker 100. El aeropuerto más cercano es el de Usiminas, en Santana do Paraíso, que pertenece a Ipatinga, y que se localiza a cerca de 100km de Governador Valadares. Sin embargo, hay un proyecto para la construcción de una nueva unidad industrial en Santana do Paraíso que, de ser llevado a la práctica, supondría la destrucción de este aeropuerto que sería sustituido por uno nuevo en Bom Jesus do Galho, en el distrito de Revés de Belém. Sin embargo, por motivos ambientales, la construcción se llevará a cabo en Belo Oriente. Este proyecto se ha visto atrasado por el crisis económica.
El 27 de enero de 2010, un avión bimotor de la TRIP Linhas Aéreas sufrió un conato de incendio poco antes de despegar del aeropuerto de Governador Valadares. El vuelo tenía como destino el aeropuerto de Pampulha, en Belo Horizonte. El incidente fue calificado de alerta blanca, la más baja que un aeropuerto puede dar. Según los empleados del aeropuerto era la quinta vez que el avión presentaba problemas.

#### Por carretera
Como en la mayor parte de los municipios brasileños, en Governador Valadares el principal medio de transportes es el terrestre y el medio de transporte es el automóvil. La ciudad cuenta con una de las mayores estaciones de autobuses de la región que cuenta con salidas diarias regulares hacia Minas Gerais y todo el país. Cuenta además con una línea internacional, con salidas semanales.
El transporte público del municipio está operado por una compañía: a Valadarense, en situación de monopolio. La empresa dispone de 22 líneas urbanas y 3 interurbanas que unen la estación central con los barrios y distritos rurales del municipio. A Valadarense, empresa certificada por la ISO 9002, posee una flota de 105 vehículos con una edad media de 3 años.

### Administración
Según la constitución brasileña de 1988, Governador Valadares se encuentra en una república federal presidencialista. La forma de Estado está inspirada en el modelo estadounidense, aunque el sistema legal brasileño sigue la tradición del derecho romano-germano del derecho positivo. El federalismo en Brasil está más centralizado que el federalismo estadounidense, es decir, los estados brasileños tienen menos autonomía que sus homólogos estadounidenses, sobre todo en cuanto a la creación de leyes.
La administración se divide en poder ejecutivo, poder legislativo y poder judicial. En Governador Valadares, el poder ejecutivo está representado por el alcalde y el "gabinete de secretarios", conforme al modelo propuesto por la constitución federal. El poder legislativo está formado por el ayuntamiento, compuesto por 14 concejales elegidos por un mandato de cuatro años (de acuerdo con el artículo 29 de la Constitución)) y está compuesto de la siguiente manera: tres concejales del Partido dos Trabalhadores (PT); dos del Partido da Social Democracia Brasileira (PSDB); dos del Partido Trabalhista Brasileiro (PTB); uno del Partido da Mobilização Nacional (PNM); uno del Partido Democrático Trabalhista (PDT); uno del Partido Socialista Brasileiro (PSB); uno del Partido Renovador Trabalhista Brasileiro (PRTB); uno del Demócratas (DEM); uno del Partido Social Demócrata Cristão (PSDC) y uno del Partido Verde (PV). El poder judicial, cuya instancia máxima es el Supremo Tribunal Federal, es el responsable de interpretar la constitución federal.
La actual alcaldesa de Governador Valadares es la ingeniera civil Elisa Costa. Fue elegida en 2008 por el 49,09% de los votos válidos ya que por tener menos la ciudad menos de 200 000 electores no fue necesaria una segunda vuelta. Governador Valadares es también la capital de una comarca. Según el TRE-MG (Tribunal Regional Electoral de Minas Gerais), el municipio contaba en 2004 con cerca de 178 962 electores.

### Ciudades hermanadas
- Estados Unidos Framingham, Massachusetts, Estados Unidos[94]
- Estados Unidos Everett, Massachusetts, Estados Unidos[94]
- Estados Unidos Newark, Nueva Jersey, Estados Unidos[94][95]
- Estados Unidos Marlboro, Massachusetts, Estados Unidos[96]